# 시무나무
시무나무는 장미목 느릅나무과의 나무이다. 학명은 Hemiptelea davidii이다.

## 생태
한국, 만주 원산이며 동양에 1속 1종만 있다. 겨울에 잎이 지는 큰키나무다. 15~30m쯤 자라며 볕이 잘 드는 곳에서 잘 자란다. 나무껍질은 회갈색이거나 흑회색이며 세로로 깊게 갈라진다. 가지에 어린 가지가 변한 길쭉한 가시가 많이 난다. 잎은 어긋나고 긴 타원 모양이거나 타원 모양이며 끝이 뾰족하고 가장자리에 톱니가 있다. 길이는 1~6cm이며 측맥은 8~15쌍이며 잎 뒷면 잎맥 위에 털이 있다. 5월에 잎겨드랑이에서 연노란색 꽃이 1~4개씩 모여 핀다. 속명 Hemiptelea가 절반을 뜻하는 'hemi'와 날개를 뜻하는 'ptelea'의 합성어인 데서 알 수 있듯이 9월에 여무는 시과 열매는 납작한 반달 모양인데 특이하게 날개가 한쪽에만 달려 있다.

## 쓰임새
오리나무를 5리마다 심어 이정표로 삼았듯, 시무나무는 스무 리(20리)마다 심었던 길라잡이 나무이다. 한국에 서식하는 느릅나무과 나무 가운데 가장 크며 재질이 단단하고 치밀해서 수레바퀴 만드는 목재로 박달나무 다음으로 쳤다. 또, 새싹을 쌀가루나 콩가루 같은 여러 곡식 가루를 묻혀서 떡을 만들어 먹기도 했다.

## 문학 속의 시무나무
二十樹下三十客
四十村中五十食
人間豈有七十事
不如歸家三十食— 김삿갓

(이십→스무→)시무나무 아래 (삼십→서른→)서러운 손에게

(사십→마흔→)망할 마을에서 (오십→)쉰 밥을 주네…

## 사진

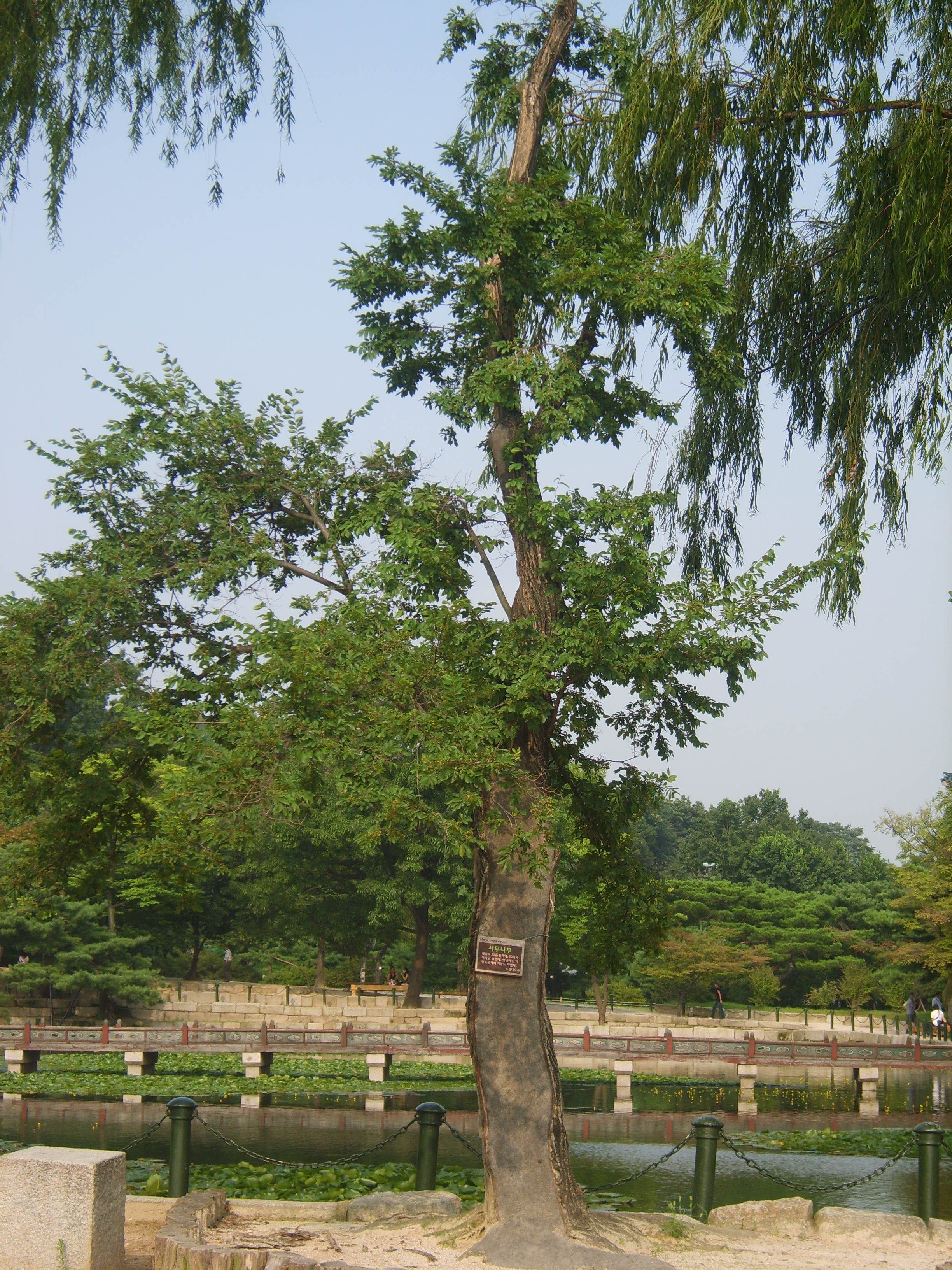
경복궁 향원정 앞 연못가에 사는 시무나무
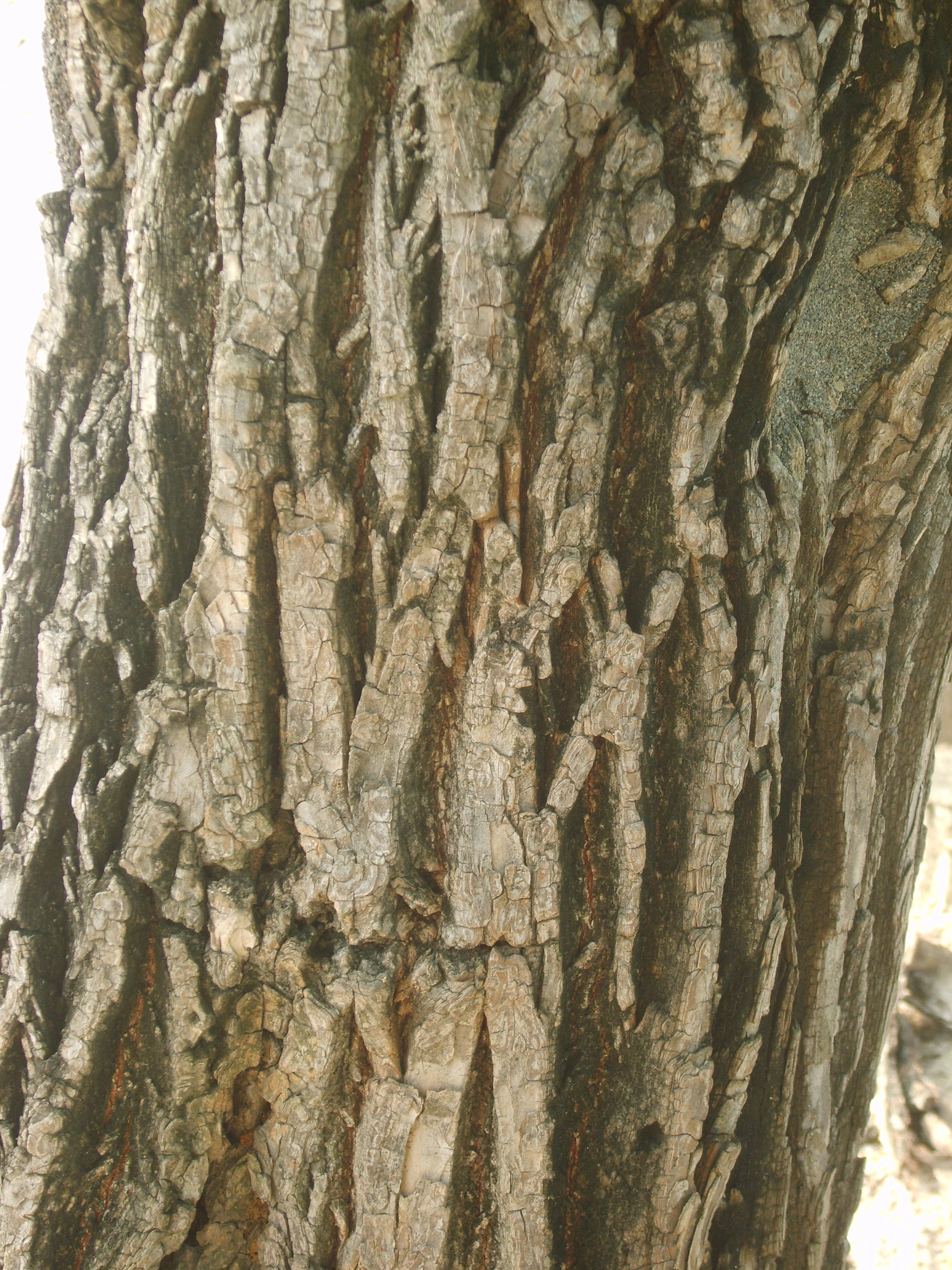
줄기
잎과 열매

## 참고 문헌
- 《조경수목 핸드북》(광일문화사, 2000) ISBN 898524325X
- 《궁궐의 우리 나무》(눌와, 2001) ISBN 8995085266
- 《나무 쉽게 찾기》(진선출판사, 2004) ISBN 9788972214144